# Máximo Fava
Máximo Fava (Garibaldi, 12 de agosto de 1911 — , ) foi um remador brasileiro.
Era afiliado ao Clube de Regatas Almirante Barroso.
Foi campeão brasileiro e sul-americano de remo em 1935. Em 1936, sagrou-se bicampeão brasileiro e foi aos Jogos Olímpicos de Berlim, no oito com, junto com Alfredo de Boer, Arno Franzen, Lauro Franzen, Nilo Franzen, Ernesto Sauter, Frederico Tadewald, Henrique Kranen Filho e Rodolph Rath (timoneiro).